# Rhacocarpus rivularis
Rhacocarpus rivularis là một loài rêu trong họ Rhacocarpaceae. Loài này được (Müll. Hal.) Paris mô tả khoa học đầu tiên năm 1900.